# Markus Pöttinger
Markus Pöttinger (* 5. Januar 1978 in München) ist ein ehemaliger deutscher Eishockeyspieler, der insgesamt neun Spielzeiten in der Deutschen Eishockey Liga verbracht hat.

## Karriere
Seine Profikarriere begann für Markus Pöttinger 1995 in der DEL bei den Starbulls Rosenheim. Nach zwei Jahren bei den Bayern versuchte der Verteidiger sein Glück in Nordamerika. Er spielte ein Jahr lang in der OHL für die Ottawa 67’s, die ihn beim CHL Import Draft 1997 in der zweiten Runde als insgesamt 60. Spieler ausgewählt hatten. Doch er wurde nicht von einem NHL-Klub gedraftet, so dass er schon nach einer Spielzeit nach Deutschland zurückkehrte. Für eine Saison unterschrieb er beim Zweitligisten EC Bad Tölz, bevor er erneut in die DEL wechselte. Bei den Berlin Capitals erlebte er im dritten Jahr deren Pleite, woraufhin er zu den DEG Metro Stars kam. Zur Saison 2005/06 wechselte er dann zu den Iserlohn Roosters, bei denen er ein sicherer Stay-at-home-Verteidiger war.
Pöttinger arbeitete anschließend an seiner Doktorarbeit mit dem Titel „Die ökonomischen Bedingungen von Sportligen: Effizienzprobleme in der Deutschen Eishockey Liga (DEL)“, die er 2009 veröffentlichte. Dem Eishockeysport blieb er noch einige Jahre als Mitglied im DEL-Disziplinarausschuss erhalten.

### International
Im Nachwuchsbereich nahm Pöttinger für Deutschland zunächst an den U18-Europameisterschaften 1995, als das Team die Silbermedaille gewann, und 1996 teil. Mit der U20-Auswahl spielte er bei den Junioren-Weltmeisterschaften 1996, 1997 und 1998. Mit der Herren-Mannschaft spielte er beim Deutschland Cup 2001.

## Erfolge und Auszeichnungen
- Vize-Junioren-Europameister 1995 mit Deutschland

## Karrierestatistik

### International
Vertrat Deutschland bei:
- U18-Junioren-Europameisterschaft 1995
- U18-Junioren-Europameisterschaft 1996
- U20-Junioren-Weltmeisterschaft 1996
- U20-Junioren-Weltmeisterschaft 1997
- U20-Junioren-Weltmeisterschaft 1998

(Legende zur Spielerstatistik: Sp oder GP = absolvierte Spiele; T oder G = erzielte Tore; V oder A = erzielte Assists; Pkt oder Pts = erzielte Scorerpunkte; SM oder PIM = erhaltene Strafminuten; +/− = Plus/Minus-Bilanz; PP = erzielte Überzahltore; SH = erzielte Unterzahltore; GW = erzielte Siegtore; 1 Play-downs/Relegation; Kursiv: Statistik nicht vollständig)